# Oscar Walmir Montoya
Oscar Walmir (o Vladimir) Montoya (Comodoro Rivadavia, 14 de febrero de 1952 - secuestrado el 26 de noviembre de 1977), fue un estudiante y militante político argentino detenido desaparecido por el terrorismo de Estado en Argentina. Fue también pareja de Laura Carlotto, hija de Estela de Carlotto, la activista argentina de derechos humanos y presidenta de la asociación Abuelas de Plaza de Mayo. Fue padre de Ignacio Montoya Carlotto, el nieto recuperado Nº 114.

## Primeros años
Si bien su familia estaba radicada en el campamento petrolero de YPF de Cañadón Seco (provincia de Santa Cruz), Oscar nació en Comodoro Rivadavia en la provincia de Chubut, debido a que no había lugar disponible para que nazca. Su infancia la pasó entre las localidades de Cañadón Seco y Caleta Olivia, en el noreste de Santa Cruz. Es por ello que es considerado uno de los pocos detenidos desaparecidos de dicha provincia.
Tuvo varios apodos a lo largo de su vida, familiarmente lo llamaban "Puño" o "Puñalito"; mientras que en los espacios de militancia lo denominaban "Petiso", "Chiquito" o "Capitán Jorge".

## Estudios y militancia
Al terminar los estudios secundarios se mudó a La Plata para estudiar la carrera de Historia en la Facultad de Humanidades y Ciencias de la Educación de la Universidad Nacional de La Plata. Allí comenzó a militar en la agrupación peronista Montoneros.
También conoció a Laura Carlotto. En 1976, la pareja vivía en un complejo de departamentos frente a una estación de policía. La pareja creía que vivir tan cerca de una comisaría podía ayudar a reducir cualquier sospecha de actividades subversivas. La residencia de Laura se usaba a menudo para ocultar a miembros de Montoneros.
Oscar había ido a estudiar a La Plata con otros jóvenes de Cañadón Seco, como Reinaldo Oscar “Tatú” Rampoldi y Eduardo José Clivio, ambos también desaparecidos. Incluso, Reinaldo Oscar Rampoldi fue asesinado a tiros por las fuerzas militares y fue Oscar Montoya quién comunicó la noticia a sus familiares.

## Desaparición
El 26 de noviembre de 1977, Laura y Oscar fueron detenidos en la ciudad de Buenos Aires por un grupo de tareas y acusados de terrorismo contra el gobierno. Laura estaba embarazada de dos meses y medio. La pareja fue llevada a la Escuela de Mecánica de la Armada, donde fueron torturados e interrogados. También estuvieron retenidos un tiempo en el Centro Clandestino de Detención "La Cacha", en las afueras de La Plata. Cuando los agentes se enteraron del embarazo de Laura, los interrogatorios cesaron ya que los agentes tenían órdenes de cuidar a las mujeres embarazadas para garantizar un parto seguro. Oscar habría sido asesinado frente a Laura en algún momento sin fecha precisa durante su detención en La Cacha.
El 28 de junio de 1978 Laura dio a luz un bebe que dio el nombre de Ignacio Montoya Carlotto. Tras haber sido entregado en La Plata, el recién nacido fue llevado a Olavarría, lugar donde, el 28 de junio de 1978, Juana Rodríguez y Clemente Hurban lo inscribieron como hijo propio, con el nombre de Ignacio. Después del parto, Laura fue trasladada a otro centro de detención en La Plata donde fue ejecutada dos meses después.
Los familiares de Oscar Walmir Montoya no sabían que éste había sido padre, mientras que la familia Carlotto desconocía la identidad de la pareja de Laura. Investigadores de la Comisión Nacional por el Derecho a la Identidad (Conadi) reconstruyeron los grupos militantes provenientes de la Patagonia y llegaron a la conclusión de que la pareja de Laura tenía que ser Montoya. A fines de 2006, los padres de Montoya dejaron una muestra de su sangre en el Banco Nacional de Datos Genéticos, que fueron usados para la recuperación de la identidad de Guido.

## Aparición de su cuerpo
El cadáver de Oscar Walmir fueron inhumados como NN en el cementerio municipal de Berazategui el 27 de diciembre de 1977. Finalmente, en el mes de octubre de 2009, el Equipo Argentino de Antropología Forense (EAAF) identificó el cuerpo de Oscar Walmir en unas excavaciones realizadas en el cementerio de Berazategui. A su vez, la información reunida permitió establecer que su cuerpo había sido encontrado el 27 de diciembre en la calle 4 entre calle 30 y Carlos Pellegrini de dicha localidad. Su cuerpo había sido abandonado allí junto con el de Juan José Libralato.

## Homenajes
En Cañadón Seco se inauguró en el año 2010 el Monumento a la Memoria, donde figura su nombre junto con el de Reinaldo Oscar Rampoldi y otro joven sobreviviente a esos años y exiliado en Colombia, donde falleció en el 2003. Además fueron nombrados como vecinos ilustres.
En abril del año 2016 se le puso su nombre a una sala de música de esta localidad donde vivió en su infancia. Allí, había sido músico y participado en distintas actividades culturales y formado parte de un trío llamado "Nosotros".